# Pinus rigida
Pinus rigida , comummente conhecida como pinheiro-rígido, é uma espécie de pinheiro originária do Novo Mundo. Faz parte do grupo de espécies de pinheiros com área de distribuição no Canadá e Estados Unidos da América (com excepção das áreas adjacentes à fronteira com o México).
Esta espécie é muito apreciada pela sua madeira e, principalmente, pela abundância de resina que produz.